# Salix thurberi
Salix thurberi là một loài thực vật có hoa trong họ Liễu. Loài này được Rowlee miêu tả khoa học đầu tiên năm 1900.